# Коптяков, Николай Яковлевич
Николай Яковлевич Коптяков (26 мая 1918 — 31 августа 2000) — передовик советского сельского хозяйства, комбайнёр Тарутинской МТС Чесменского района Челябинской области, Герой Социалистического Труда (1951).

## Биография
Родился в 1918 году в посёлке Черноречье, ныне Троицкого района Челябинской области в русской крестьянской семье.
В детстве проживал с матерью в посёлке Черноборский Чесменского района. Завершил обучение в 4 классах сельской школы. С 1932 года, с четырнадцатилетнего возраста, работал коногоном на золотом прииске, затем трудился в колхозе «Черноборский» учеником тракториста. В 1935 году завершил обучение в школе механизации сельского хозяйства (ныне профтехучилище № 135) в городе Троицк Челябинской области. С 1935 по 1942 годы — комбайнер в колхозе имени В. И. Ленина в посёлок Черноборский.
В годы Великой Отечественной войны, в 1942 году был мобилизован в трудовую армию. Сначала трудился на объектах строительства Магнитогорского металлургического комбината имени И. В. Сталина, с 1943 года работал комбайнёром подсобного хозяйства комбината в Нагайбакском районе Челябинской области. Был демобилизован в 1947 году.
С 1948 года работал комбайнёром Тарутинской машинно-тракторной станции (МТС) в Чесменском районе. На комбайне «Сталинец-1» добивался высоких результатов в труде и выработке и намолоте зерна. В страду 1950 года за 35 рабочих дней намолотил 7 000 центнеров зерна. В страду 1951 года на комбайне «Сталинец-6» повторил этот рекордный намолот.
За получение в 1950 году высоких урожаев зерновых культур в целом и достижение высоких показателей на уборке и обмолоте зерновых культур, Указом Президиума Верховного Совета СССР от 4 июля 1951 года Николаю Яковлевичу Коптякову было присвоено звание Героя Социалистического Труда с вручением ордена Ленина и золотой медали «Серп и Молот».
В дальнейшем продолжал трудовую деятельность, показывал высокие результаты в труде. С 1952 года — неосвобождённый секретарь партийной организации КПСС колхоза имени В. И. Ленина Чесменского района, с апреля 1954 — бригадир целинной тракторной бригады, с октября 1954 года — председатель колхоза имени В. И. Ленина. С апреля 1956 года — вновь комбайнёр Тарутинской МТС. С декабря 1957 года — заместитель председателя колхоза имени В. И. Ленина, с 1958 года — бригадир полеводческо-тракторной бригады, с 1959 года — токарь в мастерских колхоза, с августа 1960 года — вновь заместитель председателя колхоза имени В. И. Ленина. В сентябре 1973 — мае 1978 года — председатель Черноборского сельского Совета депутатов трудящихся. С мая 1978 года находился на пенсии.
Являлся член ВКП(б)/КПСС с августа 1945 по 1991 годы. Член Чесменского районного комитета КПСС. Депутат Чесменского районного (1953—1955) и Черноборского сельского Советов депутатов трудящихся (1955—1959).
Жил в посёлке Черноборский, с конца 1978 года проживал в селе Чесма. Умер 31 августа 2000 года. Похоронен в селе Чесма.

## Награды
За трудовые успехи удостоен:
- золотая звезда «Серп и Молот» (04.07.1951),
- два ордена Ленина (04.07.1951, 19.07.1952),
- Орден Трудового Красного Знамени (11.01.1957),
- Медаль "За освоение целинных земель" (1957),
- другие медали.
- Почётный гражданин Чесменского района (1983).
- Лучший механизатор Челябинской области (1962).

## Память
- В посёлке Черноборский Чесменского района ежегодно проводятся лыжные соревнования памяти Н. Я. Коптякова.